# Гофер Берландьє
Гофер Берландьє (Gopherus berlandieri) — вид черепах з роду Гофери родини Суходільні черепахи. Отримав свою назву на честь бельгійського біолога Жана-Луї Беландьє. Інша назва «техаський гофер».

## Опис
Загальна довжина карапаксу досягає 16—24 см. Спостерігається статевий диморфізм: самці більші за самиць. Голова велика, морда трохи загострена. Панцир сильно опуклий, масивний. На ньому в передній частині розташовано щось на кшталт дзьоба. Самці мають на пластроні увігнутість.
Карапакс має коричневе забарвлення з помітними жовтуватими плямами на кожному зі щитків. Ці плями з віком можуть зникати. Пластрон трохи світліший за карапакс.

## Спосіб життя
Полюбляє піщані пустелі з чагарниковими заростями. Черепаха не копає свої нори, а заселяє чужі нори або порожнини у ґрунті. Харчується молодою травою, кактусами у сухий сезон, іноді комахами, молюсками та падлом.
Впадає у зимову сплячку в своїй норі. Температура зимівлі 13–15 °C. Час зимівлі з листопада або грудня по березень.
Кубло будує з червня по серпень або з квітня по листопад. Самиця відкладає 1—4 довгастих яєць розміром 35×50 мм, з твердою вапняковою шкаралупою. Їх відкладають у ямку 15 см глибиною. Яйця від однієї кладки черепаха може залишати в декількох кублах. Відразу після відкладання вони можуть бути трохи м'ятими. Потім вони швидко тверднуть до нормальної щільності шкаралупи і помітно подовжуються. Інкубаційний період триває 3—4 місяці. Новонароджені черепашенята завдовжки 40 мм і вагою близько 21 г.
Цих черепах використовують в їжу.

## Розповсюдження
Мешкає від південного Техасу (США) через Коауїлу, Нуево-Леон до південного Тамауліпас і крайньої півночі Веракруса (Мексика).